# Бєлік Віктор Павлович
Ві́ктор Па́влович Бє́лік (нар. 5 жовтня 1948, Шостка, Сумська область, УРСР) — радянський російський орнітолог, професор, доктор біологічних наук.

## Життєпис
Уродженець України (Сумщина, Шостка). У 1966 році закінчив середню школу N 8. 
У 1967 році вступив до Ростовський державний університет, який закінчив у 1972 році
Випускник Ростовського державного університету: 1972 року закінчив біолого-ґрунтовий факультет цього університету. Серед викладачів був і Леонід Тараненко. Нині — завідувач кафедри ботаніки та зоології Південного федерального університету (Ростов)
Після закінчення Ростовського університету (1972) вчився там само в аспірантурі (протягом 1974–1978). Одночасно і після цього працював в Інституті «Южгипрозем» (1974–1987) та в Ростовському протичумному інституті (1987–1995).

## Наукова робота
Фахівець в галузі орнітології, дослідник фауни птахів півдня Росії, Північного Кавказу.
Період роботи 1980-1990-х років описано в огляді М. Березовикова (2012).
Пі час роботи в «протичумці» протягом 1987–1991 рр. здійснив декілька експедиційних виїздів до Північно-Східного Прикаспію (долина р. Урал від сел. Індерборський до дельти Уралу), а протягом 1996–1997 рр. вивчав територію від Камиш-Самарських озер та сел. Фурманово до пісків Аккуми у верхів'ях р. Калдигайти, а також відвідав піски Таукуми у Прибалхашші.
1995 року захистив докторську дисертацію за темою «Формування авіфауни, її антропогенна трансформація і питання охорони птахів у степовій частині басейна р. Дон».
Член Центральної ради Союзу охорони птахів Росії, віце-президент Мензбіровського орнітологічного товариства. Віктор Павлович — один з авторів Червоних книг Росії та Ростовської обл., лауреат премії Ф. Штильмарка (2012 р.).
Активний учасник близько половини всіх зустрічей Робочої групи «Вивчення птахів басейну Сіверського Дінця». На всіх зустрічах РГСД є доповідачем та завжди презентує нові видання й досягнення у галузі вивчення птахів Подоння та Передкавказзя. Серед доробків Віктора Павловича: Червона книга Ростовської області, видання «Стрепет» тощо. 2012 року вже вийшов 10-й том журналу, упорядником та редактором якого є Віктор Павлович:
- Стрепет. — 2012. — Т. 10, вып. 2.

## Педагогічна робота
В Ростовському університеті (нині — «Південний федеральний університет») викладає «зоологію хребетних», «біогеографію» та проводить «польові практики з зоології».
Керівник двох кандидатських дисертацій.